# Avia BH-1
Avia BH-1 byl československý experimentální a sportovní letoun konstruktérů Beneše a Hajna. Byl to první typ vyrobený v továrně Avia.
Letoun byl koncipován jako dolnokřídlý jednoplošník s tlustým profilem křídla, které bylo vyztuženo dvěma páry vzpěr, upevněnými k trupu. Podvozek byl pevný záďový. První verzi BH-1 exp (z toho vznikla přezdívka „exprevít“) poháněl řadový vodou chlazený motor Austro-Daimler. Stroj byl jednomístný s otevřeným pilotním prostorem. V trupu byl umístěn i prostor pro cestujícího, ale kvůli slabému výkonu motoru nebyl využit a byl zakryt plechem. 
Letoun zalétal zkušební pilot továrny Aero Josef Novák 13. října 1920. Krátce po zalétání byl vystaven na první československé mezinárodní letecké výstavě v Průmyslovém paláci v Praze. Zde vzbudil velkou pozornost a Avia obdržela od prezidenta Masaryka, protektora výstavy,  100 000 Kč na podporu dalšího vývoje.
Na jaře příštího roku byl letoun přestavěn na verzi BH-1 bis. Motor Austro-Daimler byl nahrazen výkonnějším rotačním sedmiválcem Gnome Omega a prostor pro cestujícího byl odkryt a vybaven sedadlem. Přestavěný letoun byl zalétán 20. května 1921. 
V září 1921 se stroj zúčastnil prvního velkého československého leteckého závodu – Okružního letu republikou. Závod, provedený dne 18. září na trati Praha – Olomouc – Nitra – Bratislava – Olomouc – Praha (celkem 850 km), skončil úspěchem BH-1, který dorazil k cíli bez trestných bodů a získal zvláštní cenu Ministerstva veřejných prací za „dopravní schopnost“. Pilot Munzar, podporován pozorovatelem Kochem, dovedl stroj hladce k cíli. Letoun s motorem o výkonu 45 HP si stál skvěle v soutěži s letouny, které měly pětkrát silnější motory. Dalším větším vystoupením BH-1 byla účast na leteckém dnu v Plzni 27. srpna 1922. Letoun pilotoval Zdeněk Lhota. Roku 1922 byl stroj poškozen při havárii a již nebyl opraven.
Typ se stal základem pro další vývoj dolnoplošníků v Avii (BH-3, BH-5, BH-9 a dalších).
V letech 1997 až 2001 postavil Marcel Sezemský letuschopnou repliku BH-1.

## Specifikace (BH-1 exp)
Podle Václava Němečka, údaje v závorce platí pro BH-1 bis

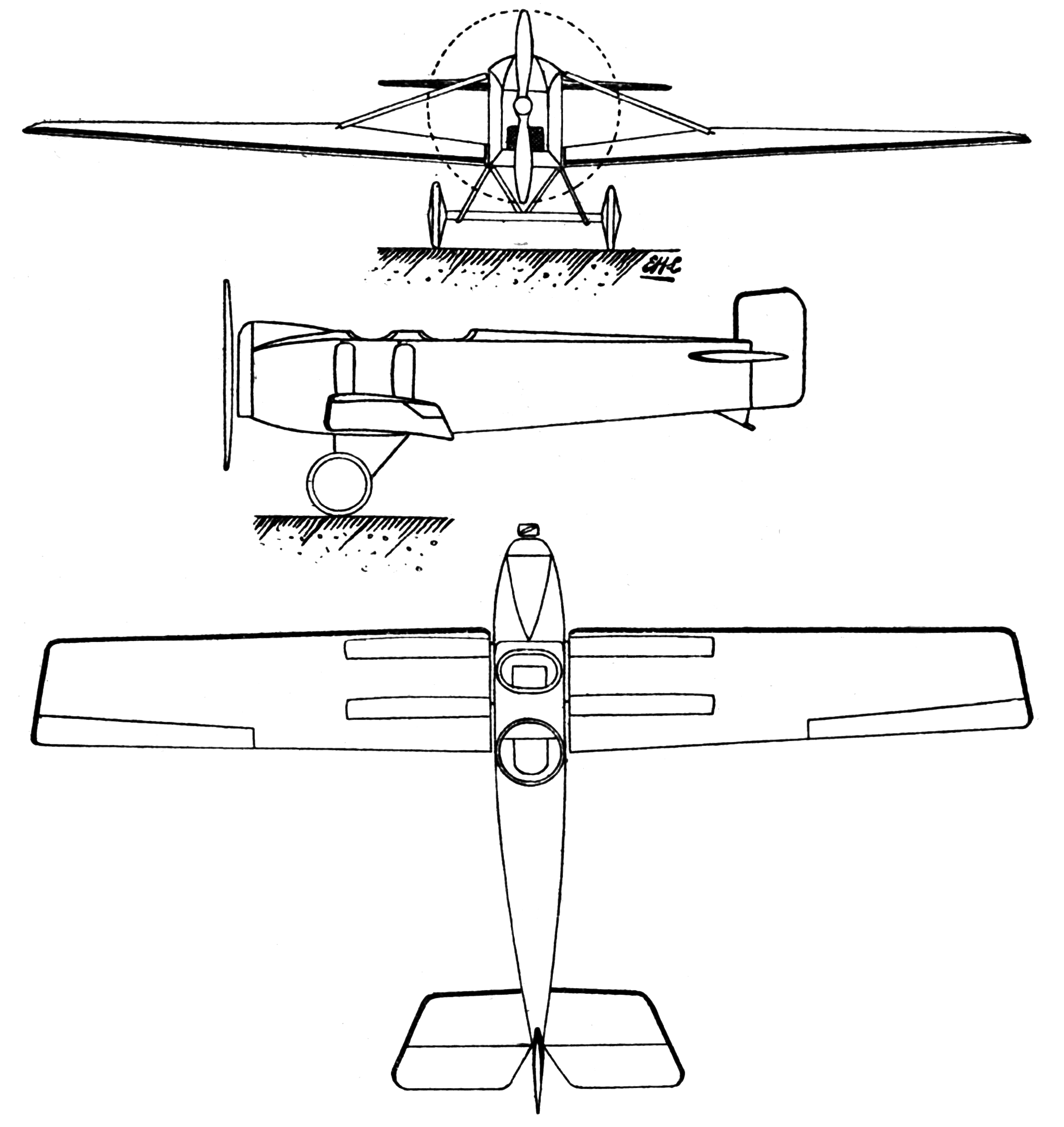
Avia BH-1

### Technické údaje
- Posádka: 1 (2)
- Délka: 5,86 (5,7) m
- Rozpětí: 10,08 m
- Nosná plocha: 10,4 m²
- Hmotnost prázdného letounu: 265 (270) kg
- Vzletová hmotnost: 405 (490) kg
- Plošné zatížení: 40 (47) kg/m²
- Pohonná jednotka: 1 × vodou chlazený řadový čtyřválcový motor Austro-Daimler o výkonu 25/30 k (rotační vzduchem chlazený sedmiválcový motor Gnome Omega o výkonu 48 k)

### Výkony
- Maximální rychlost:  121 (137) km/h
- Cestovní rychlost: 90 (100) km/h
- Dostup: 2 000 (3500) m
- Stoupavost: 10 (7) min na 1 000 m
- Dolet: – (410) km